# 訃報 1997年8月
訃報 1997年8月（ふほう 1997ねん8がつ）では、1997年（平成9年）8月中に物故した、又は物故が報じられた人物についてまとめる。

## （1日 - 15日）

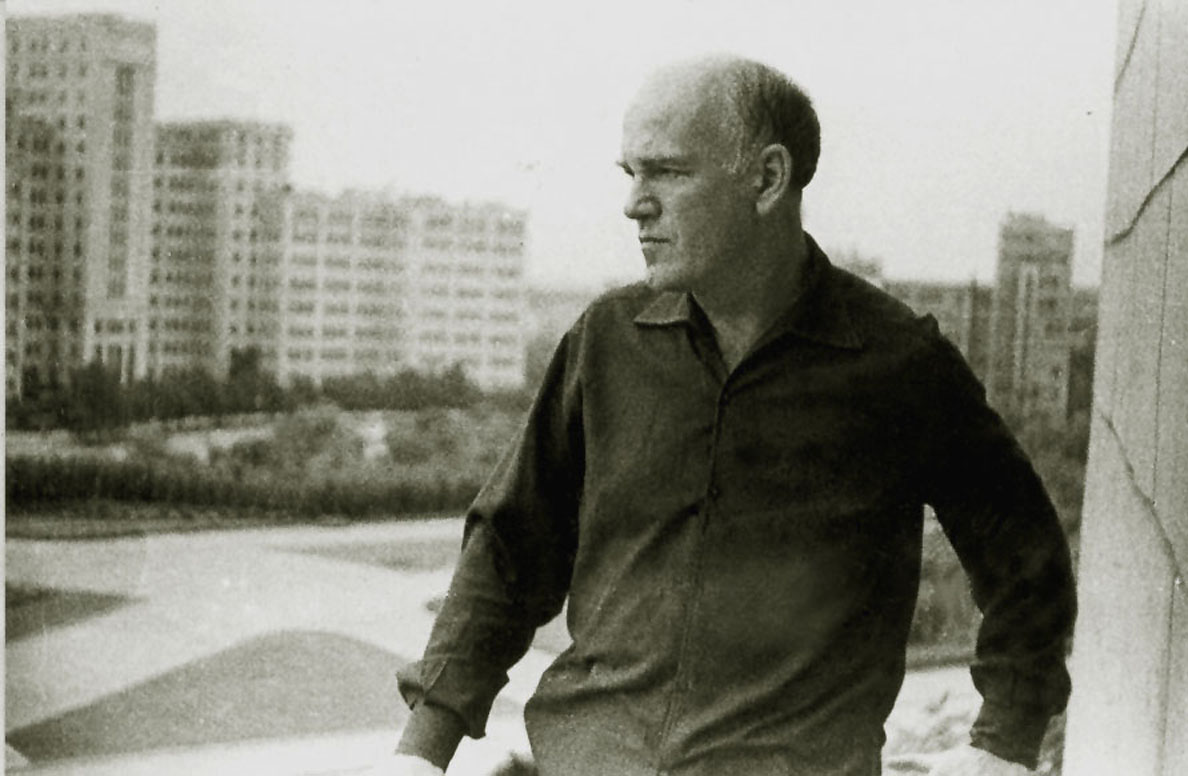
スヴャトスラフ・リヒテル／8月1日没

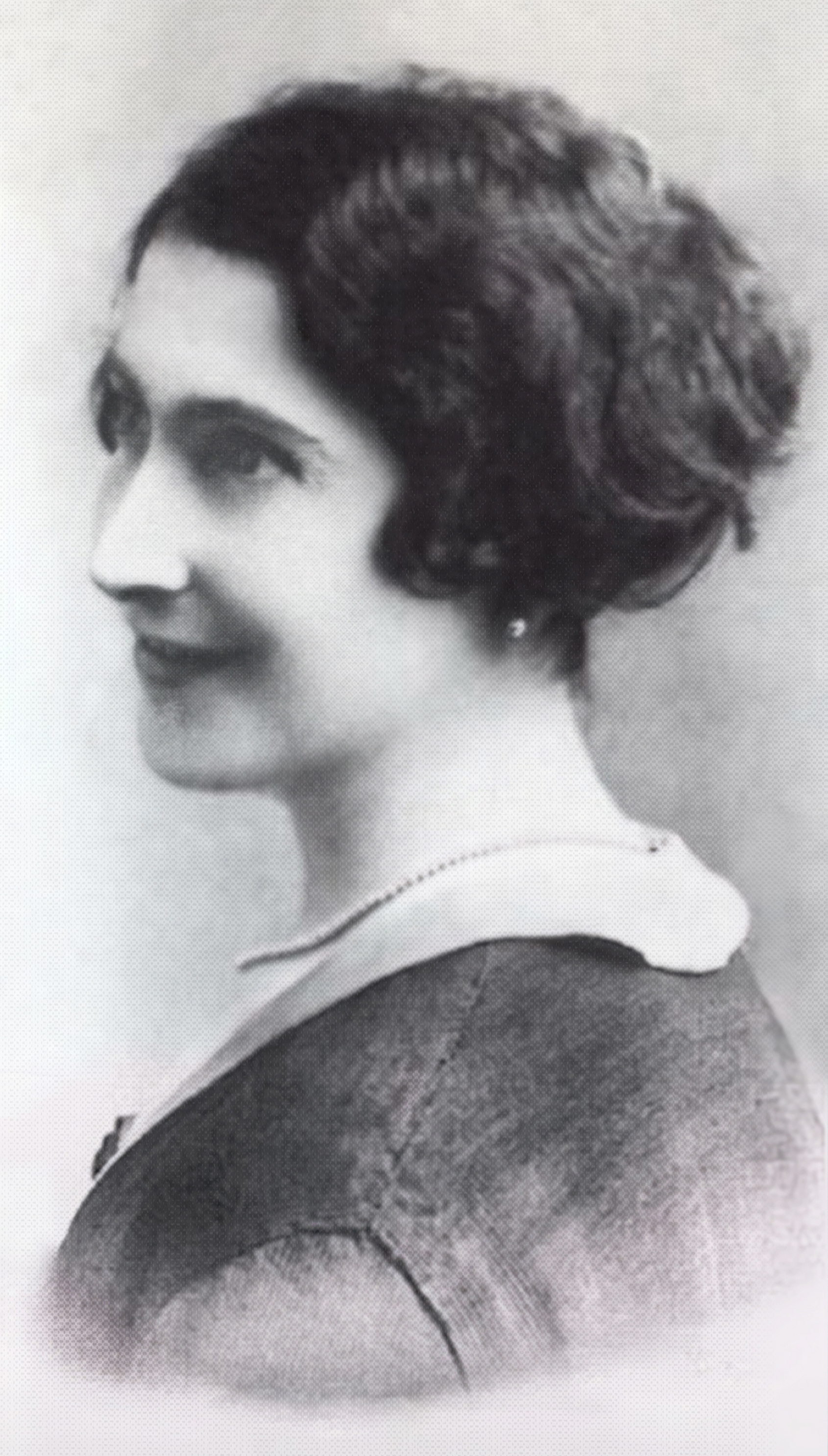
ジャンヌ・カルマン／8月4日没

- 8月1日 - スヴャトスラフ・リヒテル、ピアニスト（* 1915年）
- 8月1日 - 永山則夫、連続ピストル射殺事件死刑囚、小説家（* 1949年）
- 8月3日 - 一条さゆり、ストリッパー、ポルノ女優（* 1929年）
- 8月4日 - ジャンヌ・カルマン、人類史上最長寿の122歳まで生きたフランス人女性（* 1875年）
- 8月6日 - 小林進、政治家（* 1910年）
- 8月10日 - 江國滋、エッセイスト・俳人（* 1934年）

## （16日 - 31日）

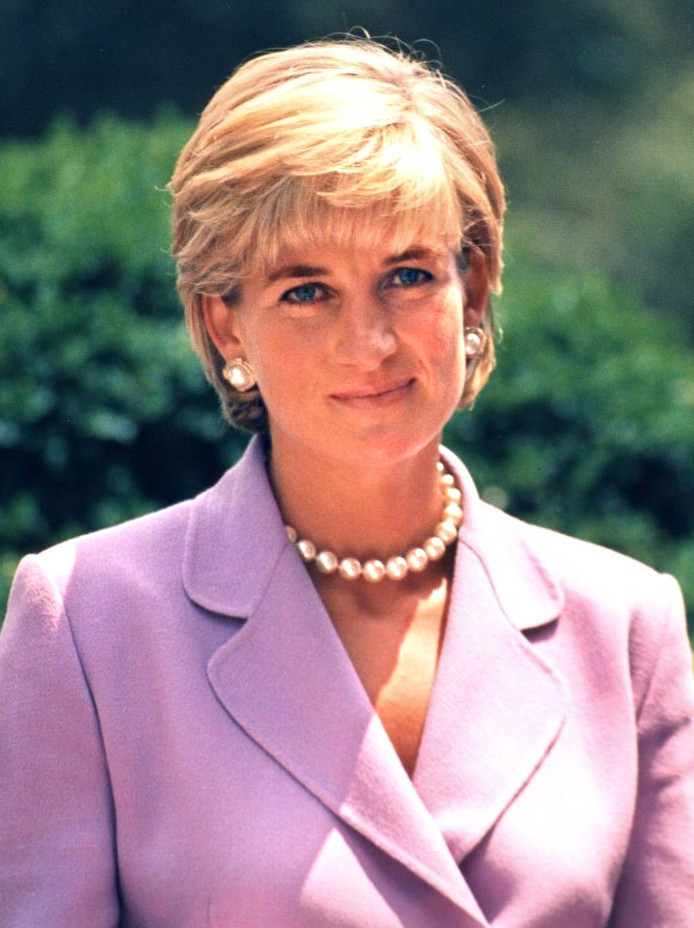
ダイアナ妃／8月31日没

- 8月22日 - 田代由紀男、政治家（* 1916年）
- 8月23日 - 磯村哲、法学者（* 1914年）
- 8月25日 - 永田耕衣、俳人（* 1900年）
- 8月27日 - 野田幸男、映画監督（* 1935年）
- 8月28日 - 清洲すみ子、女優（* 1914年）
- 8月28日 - 出口富雄、映画監督（* 1929年）
- 8月29日 - 堀昌雄、政治家（* 1916年）
- 8月29日 - 藤田敏八、映画監督・俳優（* 1932年）
- 8月31日 - ダイアナ妃、元イギリス皇太子妃（* 1961年）